# 1680 en France
Chronologie de la France
- 1676
- 1677
- 1678
- 1679
- 1680
- 1681
- 1682
- 1683
- 1684

Cette page concerne l'année 1680 du calendrier grégorien.

## Événements
- 6 janvier : une chambre royale de réunion, composée de treize juges, est instituée au sein du parlement de Metz[1].
- 8 janvier : Bossuet, symbole de l’absolutisme gallican, devient premier aumônier de la dauphine[2].

- 22 février : Catherine Deshayes, veuve Montvoisin, dite la Voisin, mêlée à l'affaire des poisons, est brûlée en place de Grève[3].

- 7 mars : Monseigneur, héritier du trône, épouse à Chalons une princesse de Bavière[4].
- 13 mars : le Conseil royal reçoit le bref Binis jam litteris, du pape Innocent XI daté du 27 décembre 1679 sur la question du droit de régale. Il condamne les actions de la police contre l'évêque de Pamiers[2].
- 22 mars et 9 août : arrêts de réunion du conseil souverain d'Alsace, qui siège à Brisach. Les seigneurs d’Alsace doivent reconnaître la souveraineté du roi de France (politique des Réunions)[5].
- 23 mars : Nicolas Fouquet meurt en captivité à Pignerol[6].

- 12 avril :
  - la chambre de Metz prononce la réunion des fiefs démembrés des Trois-Évêchés[1].
  - premier plan rationnel de Paris. La capitale est divisée en seize quartiers[7].
- 21 juin : la cour des aides enregistre une ordonnance sur l’augmentation du droit d’entrée sur les vins à Paris[8].
- 25 juin : un arrêt interdit de se convertir du catholicisme au protestantisme[9].
- Juin - août : baisse de la faveur de Madame de Montespan au profit de Madame de Maintenon à la Cour[10]. Mme de Maintenon règne sur la cour et exerce une influence prépondérante sur le roi dans les domaines religieux et politique.

- 10 juillet : l’assemblée du clergé réunie à Saint-Germain-en-Laye accorde au roi un « don gratuit » de 3 millions de livres[11].
- 13 juillet-30 août : Louis XIV inspecte les places fortes de Flandre[1]. Il est à Dunkerque le 26 juillet[12].
- 27 juillet : la Diète d’Empire envoie une lettre de protestation à l'attention de Louis XIV contre les réunions prononcées après le traité de Nimègue[1].

- 18 août : depuis Charleville, Louis XIV ordonne fusion des troupes de l'hôtel Guénégaud et de l'hôtel de Bourgogne ; les 25 août, les comédiens donnent leur première représentation commune. Le 21 octobre, des lettres de cachet consacrent la création de la Comédie-Française, qui obtient le monopole de jouer à Paris[13].
- 30 août : arrêt de réunion du parlement de Besançon qui réunit le comté de Montbéliard à la Franche-Comté. Le duc de Wurtemberg doit prêter serment au roi de France[14].

- 30 septembre-1er octobre, affaire des poisons : Françoise Filastre, soumise à la question, accuse formellement Madame de Montespan d'avoir cherché à faire assassiner Mademoiselle de Fontanges en l'empoisonnant[15]. Dans le courant de septembre, Marie-Marguerite Monvoisin et l'abbé Guibourg accablent également la Montespan, qui aurait acheté des philtres d'amour et participé à des messes noires (cette dernière affirmation démentie par Mademoiselle des Œillets)[3].

- 2 décembre : enregistrement au Parlement de Paris de l’édit de novembre interdisant les mariages entre protestants et catholiques[16].

- Gelées d’oliviers en Provence[17].
- Chaire de Chimie à l’université de Montpellier[18].